# البنك الزراعي (توضيح)
1. صندوق التنمية الزراعية صندوق تنموي في السعودية ومؤسسة للقروض الزراعي
2. البنك الزراعي الصيني
3. البنك الزراعي السوداني
4. البنك الزراعي المصري
5. البنك الزراعي الروسي